# انتشارات لانگنشایت

لوگوی سابق

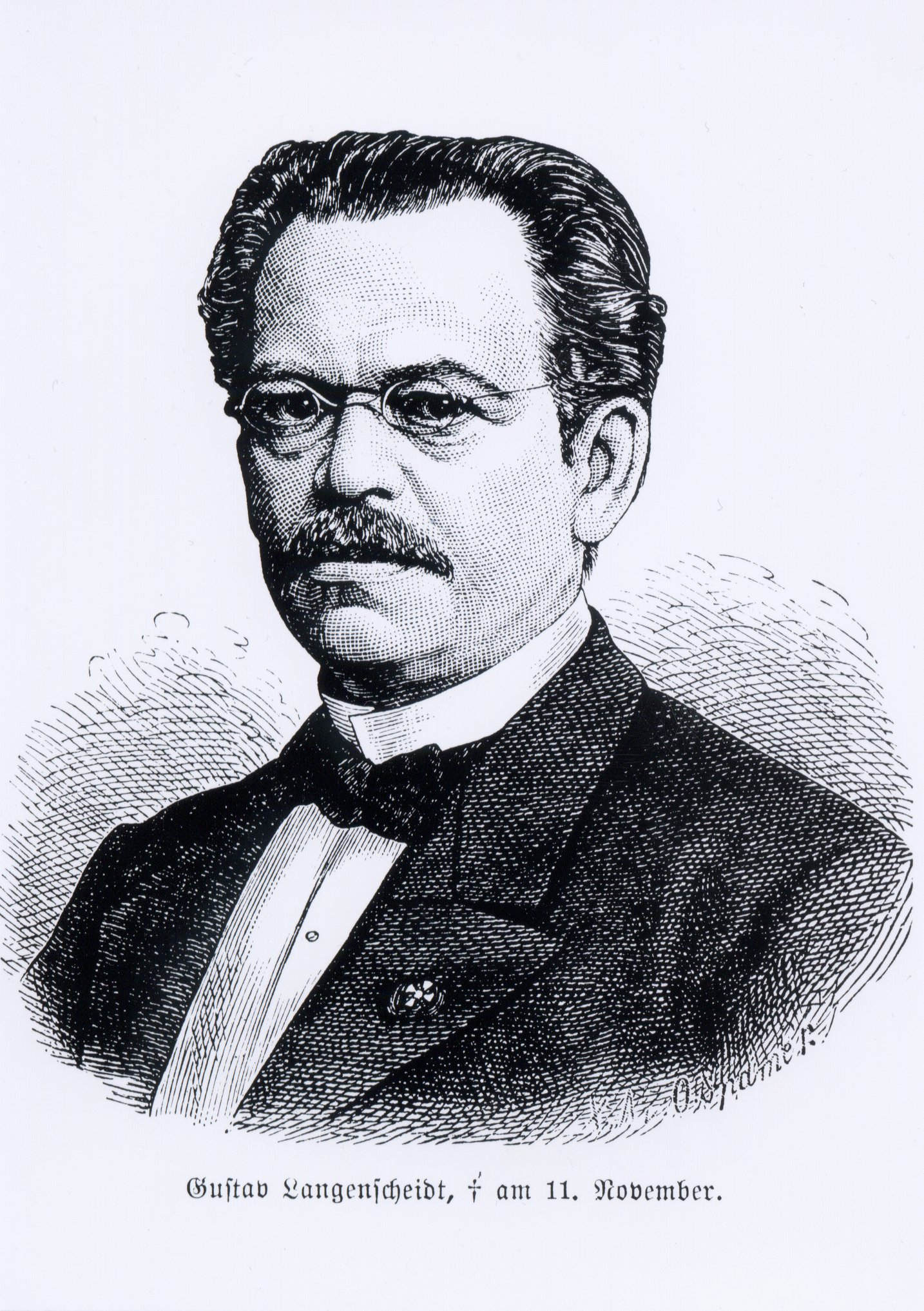
مؤسس شرکت گوستاو لانگنشایت

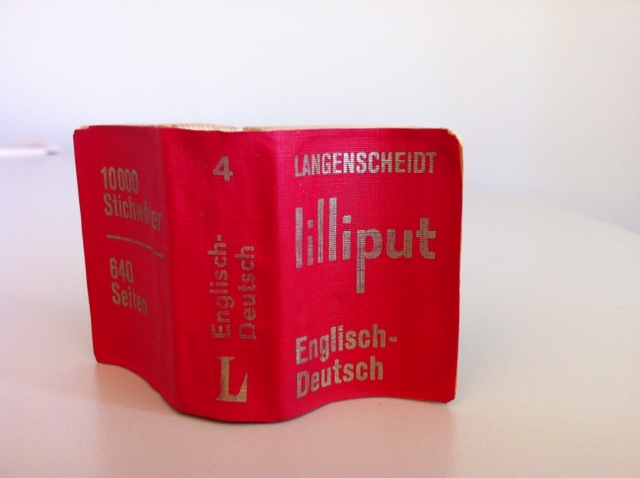
فرهنگ لغت لانگنشایت لی‌لی‌پوت از سال ۱۹۶۴

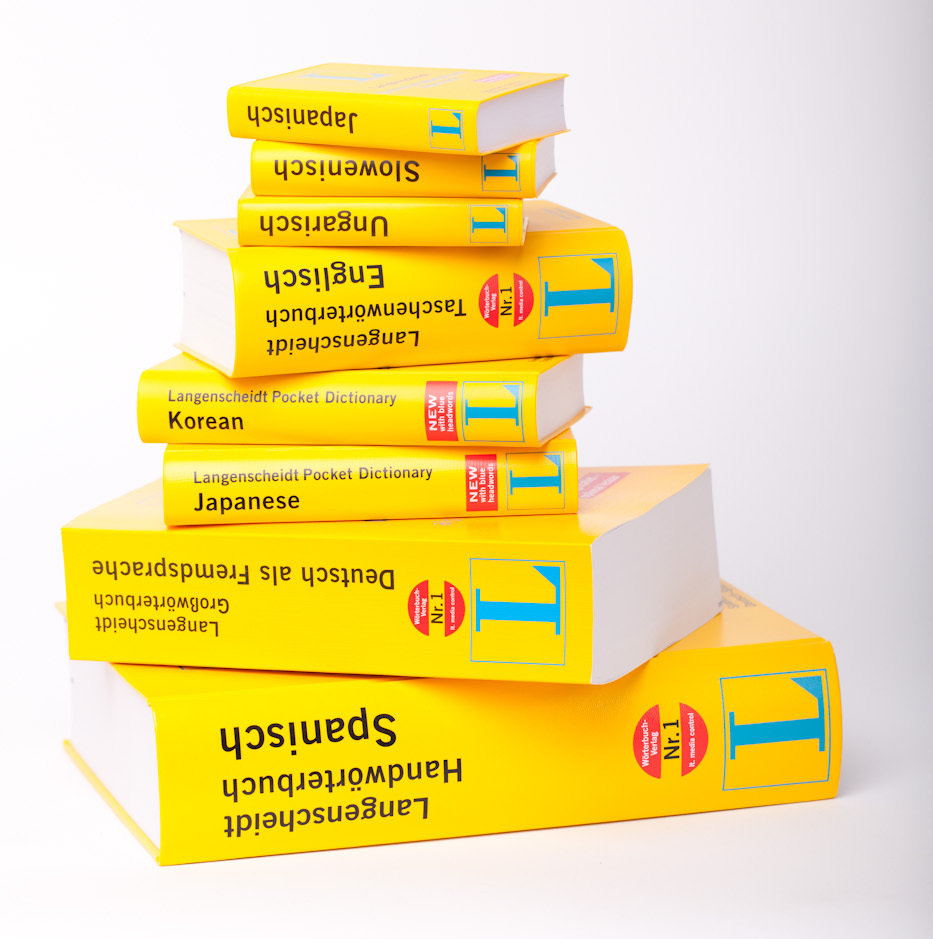
فرهنگ لغت لانگنشایت

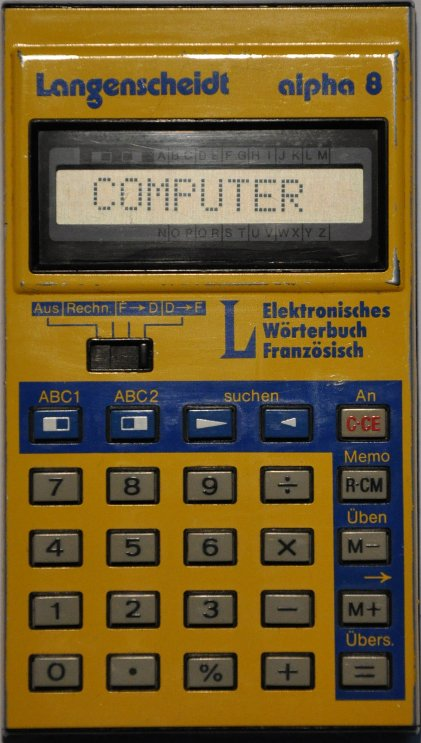
لانگنشایت alpha 8 (1983) - «اولین فرهنگ لغت الکترونیکی جهان»

انتشارات لانگنشایت یک شرکت رسانه ای و انتشارات در زمینه یادگیری زبان است.
طرح فیروزه ای "L" روی زمینه زرد از سال ۱۹۵۶ نشانه بصری برند چتر لانگنشایت بوده‌است. این شرکت ۱۶۰ امین سال روز تأسیس خود را در سال ۲۰۱۶ جشن گرفت.

## تاریخچه

### شروع کار
ریشه لانگنشایت به اواسط قرن ۱۹ بازمی‌گردد. قرن پیش: در ۱ اکتبر ۱۸۵۶، گوستاو لانگنشایت ۲۲ ساله شرکت خود را در برلین با نام «توسعه آثار آموزشی بر اساس روش توسن-لانگنشایت» تأسیس کرد. او دروس زبان فرانسه را از طریق فروش مستقیم ارائه کرد. از ۱ ژانویه ۱۸۶۸، لانگنشایت فعالیت‌های انتشاراتی خود را با نام «جی. Langenscheidts Verlagsbuchhandlung» آغاز نمود. در۱ آوریل ۱۹۲۶، مالکیت انحصاری در "Langenscheidtsche Verlagsbuchhandlung" ادغام شد (Prof. G. Langenscheidt) GmbH”. در سال ۱۹۵۱ نام شرکت به "Langenscheidt KG" تغییر یافت. این شرکت از سال ۲۰۱۳ به عنوان "Langenscheidt GmbH & Co. KG" تجارت می‌کند.
ایده انتشار دوره‌های زبان به ذهن گوستاو لانگنشایت در طول سفر تحصیلی‌اش به اروپا رسید. در قرن نوزدهم به مهارت‌های زبانی گسترده‌ای نیاز بود. در لندن، لانگنشایت به دلیل ناآگاهی خود از زبان انگلیسی چنان با مشکل مواجه شد که با عصبانیت خاطرنشان کرد: «این واقعاً احساس شرم‌آوری است که نمی‌توان در میان مردم بود و قادر به تبادل نظر نبود. "

### اولین محصول‌ها - نامه‌ها و لغت نامه‌های خودآموز
اولین محصول منتشر شده یک دوره آموزشی فرانسوی بود که لانگنشایت به همراه معلم فرانسوی خود چارلز توسن (۱۸۱۳–۱۸۷۷) تحت عنوان «زبان و درس گفتار مبتنی بر حروف برای خودآموزی زبان فرانسه» در سال ۱۸۵۶ ایجاد کرده بود. نکته ویژه در مورد این دوره خودآموز این بود که تمرکز بر روی گرامر نبود، بلکه روی خواندن و استفاده عملی از زبان خارجی بود. مهمترین ویژگی‌های روش توسن-لانگنشایت عبارتند از: ۱. ترجمه بین خطی تحت اللفظی جملات ساده، ۲. رونویسی آوایی به راحتی قابل درک که توسط خود لانگنشید ایجاد شده‌است و ۳. الزام شدید به تکرار مطالب هر روز.
موفقیت به سرعت به دست آمد: در بیست و پنجمین سالگرد انتشارات (۱۸۸۱)، نامه‌های فرانسوی قبلاً در ۳۰مین چاپ خود بودند. نسخه با شروع نامه‌های آموزشی برای زبان انگلیسی (۱۸۶۱)، روش Toussaint-Langenscheidt به زبان‌های دیگر منتقل شد. در سال ۱۹۲۳ چهاردهمین و آخرین زبان خارجی «زبان حروف و درس گفتاری برای خودآموزی زبان عبری» بود.
در سال ۱۸۶۳، لانگنشایت لغت نامه‌هایی را با فرهنگ لغت فرانسوی "Sachs-Villatte" به نام نویسندگان آن به برنامه خود اضافه کرد. اولین قسمت از کار استاندارد ۴۰۰۰ صفحه ای با بیش از ۳۱۰۰۰۰ کلمه و عبارت کلیدی در سال ۱۸۶۹ منتشر شد و آخرین آن در سال ۱۸۸۰ منتشر شد.
در سال ۱۸۶۹ انتشارات برلین کار بر روی فرهنگ لغت دایره المعارفی زبان انگلیسی را آغاز کرد. اولین تحویل "Muret- Sander " در سال ۱۸۹۱ منتشر شد، آخرین مورد تنها در سال ۱۹۰۱، یعنی ۳۲. سال‌ها پس از شروع کار تحریریه. در ۶۰۰۰۰۰ مارک طلا، کل هزینه‌ها بسیار بالاتر از مبلغ برآورد شده اولیه بود. مواد موجود در فرهنگ لغت چهار جلدی همچنین به عنوان پایه ای برای تعدادی فرهنگ لغت کوچکتر عمل کرد که به نسخه‌های بسیار بزرگتر از خود مورت- سندرز رسید. بنیانگذار انتشارات، گوستاو لانگنشایت، چند روز قبل از مرگش در ۱۱، زنده نماند تا پایان فرهنگ لغت بزرگ را ببیند. در ۱ نوامبر ۱۸۹۵ او کسب و کار را به پسرش کارل لانگنشایت (۱۸۷۰–۱۹۵۲) سپرد.

### آغاز ۲۰ ام قرن - مجموعه فرهنگ لغت و اولین مقالات غیر کتابی
در آغاز ۲۰ ام در پایان قرن نوزدهم، لانگنشایت شروع به تفکر پیوسته بر اساس خطوط کرد و در این راه از متابع خود به شکل مطلوب استفاده کرد. اولین مجموعه فرهنگ لغت ناشر در سال ۱۹۰۳ از دایرةالمعارف‌های انگلیسی و فرانسوی منتشر شد که در سال ۱۸۸۳ به‌عنوان لغت‌نامه‌های لانگنشایت اضطراری  منتشر شد: لغت‌نامه‌های جیبی هنوز یکی از پایه‌های اصلی برنامه فرهنگ لغت لانگنشایت هستند.

### ۱۹۵۰–۱۹۸۰ - راهنمای سفر، گسترش و انتقال به مونیخ
در طول جنگ جهانی دوم، انتشارات برلین، که در سال ۱۹۰۵ ساخته شد، تا حد زیادی ویران شد. شعله‌های آتش بیشتر اسناد تحریریه و چاپی و همچنین ماشین‌های متعددی را از بین برد. فعالیت‌های انتشاراتی در سال ۱۹۴۷ از سر گرفته شد و بازسازی آغاز شد.
در سال ۱۹۴۸، کارل ارنست تیله بیر-لانگنشاید (* ۱۹۲۱)، نوه بنیانگذار شرکت، به شرکت پیوست. در سال ۱۹۵۱ او شخصاً شریک مسئولیت پذیر شد و در سال ۱۹۵۲ جانشین پدربزرگش کارل لانگنشایت شد.
در پایان دهه ۱۹۵۰، لانگنشایت بخش سفر و نقشه‌برداری را به عنوان دومین رکن تجارت انتشارات خود تأسیس کرد. تحت نام Polyglott Travel Guide، به سرعت به یکی از موفق‌ترین برندها برای اطلاعات سفر در کشورهای آلمانی زبان تبدیل شد. از سال ۱۹۸۰ به بعد، لانگنشایت به‌طور سیستماتیک بخش سفر و کارتوگرافی را از طریق تصاحب شرکت در داخل و خارج از کشور گسترش داد. مهمترین گام توسعه، تصاحب ناشر بین‌المللی گردشگری APA Publications، سنگاپور بود که در دو مرحله (۱۹۹۲ و ۱۹۹۶) انجام شد. با خرید APA Insight Guides , Langenscheidt به یکی از بزرگترین ارائه دهندگان ادبیات سفر در جهان تبدیل شد.
لانگنشایت در سال ۱۹۶۱ با تأسیس شعبه ای در مونیخ به ساخت دیوار برلین واکنش نشان داد. در سال ۱۹۶۸ این شرکت به اولین انتشارات خود در Neusser Straße 3 نقل مکان کرد.

### ۱۹۸۰ تا کنون - برنامه‌های چاپی و محصولات دیجیتال
در سال ۱۹۸۱، آندریاس لانگنشایت (* ۱۹۵۲) به شرکت پدرش ملحق شد و مانند برادرش فلوریان لانگنشایت، در سال ۱۹۹۰ شریک مدیر و شخص مسئول Langenscheidt KG شد. او شرکتی را که تا سال ۲۰۱۰ ریاست آن را بر عهده داشت، به یک گروه انتشاراتی بین‌المللی تبدیل کرد. برادر کوچکتر او فلوریان در سال ۱۹۹۴ از مدیریت عملیاتی کناره‌گیری کرد.
در سال ۱۹۸۳، Langenscheidt «اولین فرهنگ لغت الکترونیکی جهان» را با آلفا ۸ انگلیسی ارائه کرد. اولین برنامه‌های دیکشنری برای رایانه‌های شخصی و تلفن‌های هوشمند در سال ۲۰۰۵ وارد بازار شد. در سال ۲۰۱۰، این شرکت انتشارات و رسانه اولین کتاب و اپلیکیشن دیجیتال را راه اندازی کرد. با استفاده از Langenscheidt IQ، این شرکت برای اولین بار در سال ۲۰۱۲ یک دوره زبان بین رسانه ای و قابل تنظیم برای خودآموزان ارائه کرد.
از سال ۲۰۰۸، این انتشارات با همکاری روزنامه جوانان YAEZ، مجله جوانان براوو، سازمان die Arche و مجله TV taff، هر ساله از جوانان دعوت می‌کند تا به کلمه سال جوانان رای دهند. این رویداد کلمه سال جوانان نامیده می‌شود.
در سال ۲۰۱۵، DaF – آلمانی به عنوان یک زبان خارجی یکی دیگر از تمرکزهای این شرکت شد. در همان زمان، این شرکت همچنین به موضوع پناهندگان در آلمان پرداخت و در طرح ادغام ما با هم اقتصاد آلمان شرکت کرد، که با قول حمایت تأیید شد.
از تابستان ۲۰۱۶، Langenscheidt همچنین یک برنامه یادگیری زبان، دوره زبان L ارائه کرده‌است. این دوره برای افراد مبتدی و بازگشتی که می‌خواهند انگلیسی یا اسپانیایی را در واحدهای آموزش کوتاه مدت یاد بگیرند، برگزار می‌شود.
در سال 2017 Langenscheidt مناطق تجاری خود را بازسازی کرد. از آن زمان، بخش قبلی داخلی تجارت دیجیتال، فعالیت‌های دیجیتالی را به عنوان یک شرکت مستقل (Langenscheidt Digital GmbH & Co. KG) همراه کرده‌است.

### تغییر مالک
گونتر هلدینگ از ژانویه ۲۰۱۳ پس از فروش سهام خانواده لانگنشایت، مالک Langenscheidt GmbH & Co. KG است. با دو حوزه تجاری «آموزش زبان» و «لغت‌شناسی و آموزش»، این شرکت اکنون بر شایستگی اصلی خود در یادگیری زبان متمرکز شده‌است. در ابتدای سال ۲۰۱۵، مالک به «توسعه ناخوشایند فروش و درآمد که سال‌ها ادامه داشت» با کاهش کارکنان واکنش نشان داد.
در ۲۶. در ۱ آوریل ۲۰۱۹، گروه Klett (معروف از نام تجاری Pons) توسط اداره کارتل فدرال برای خرید غیرمستقیم دارایی‌های قابل توجه Langenscheidt GmbH & Co. KG و Langenscheidt Digital GmbH & Co. KG مورد تأیید قرار گرفت. (فایل. B6-27/19).

## سرمایه‌گذاری‌ها و همکاری‌ها
از سال ۱۹۸۸، Langenscheidt KG اکثریت سهام را در مؤسسه کتابشناسی و FA Brockhaus AG، که مالک برندهای کلاسیک Duden , Brockhaus و Meyer و همچنین ناشران تقویم Harenberg (از سال ۲۰۰۴) و Weingarten (از سال ۲۰۰۶) است، داشته‌است. بروکهاوس در سال ۲۰۰۸ به برتلزمن فروخته شد و کورنلسن بقیه مؤسسه کتابشناسی را در سال ۲۰۰۹ بر عهده گرفت.
در سال ۱۹۹۳، گروه Hexaglot در هامبورگ، که در فرهنگ لغات الکترونیکی تخصص دارد، تصاحب شد. این امر Langenscheidt KG را قادر ساخت تا موقعیت بازار خود را در این بخش گسترش دهد.
علاوه بر این، لانگنشایت با ناشر فرانسوی Hachette Livre در دهه ۱۹۹۰ در زمینه کتاب‌های درسی فرانسه همکاری کرد.
در سال ۲۰۰۲، لانگنشایت فعالیت‌های جهانی انتشارات Berlitz International Inc. , Princeton را بر عهده گرفت.
در سال ۲۰۰۵، یک همکاری طولانی مدت با گروه کتاب میلان Mondadori به توافق رسید. این امر به لانگنشایت امکان داد تا در بازار فرهنگ لغت ایتالیا جایگاهی به دست آورد.
در سال ۲۰۰۷، گروه انتشاراتی لانگنشایت، انتشارات میشلین APA Publications Ltd را در لندن از طریق زیرمجموعه انتشارات APA با گروه فرانسوی میشلین تأسیس کرد. شرکت انتشاراتی مشترک، راهنمای سفر میشلین را به زبان انگلیسی منتشر می‌کند. تنها استثناء، راهنمای هتل و رستوران است که توسط میشلین منتشر شده‌است.
در سال ۲۰۱۱، Langenscheidt مارک‌های راهنمای سفر Polyglott و APA خود را به GVG Travel Media GmbH، یکی از شرکت‌های تابعه Ganske Verlagsgruppe فروخت. Langenscheidt بخش «آموزش بزرگسالان و مدارس» را در سال ۲۰۱۲ به Klett فروخت.
در سال ۲۰۱۳، Langenscheidt همکاری خود را با Selecta Spielzeug AG در زمینه توسعه محصول، بازاریابی و فروش آغاز کرد.

## ظاهر نام تجاری لانگنشایت
در سال ۱۸۸۲، گوستاو لانگنشایت برای اولین بار علامت تجاری "Ohn' Diligence No Price" را ثبت کرد. کره ای را نشان می‌دهد که سه دست روی آن قفل می‌شوند. مچ دست آنها دستبندهایی با کتیبه‌های "انگلیس"، "فرانسه" و "آلمان" می‌پوشند. بنر با "Ohn' Diligence No Price"، شاخه‌های لورل و "L" منحنی در پیش زمینه دیده می‌شود؛ بنابراین لانگنشایت از محافظت از علائمی استفاده کرد که در اوایل سال ۱۸۷۴ در آلمان معرفی شده بود.
با وجود "L" در علامت، نام تجاری در ابتدا "لانگنشایت" نبود بلکه "Method Toussaint-Langenscheidt" نامیده می‌شد. از سال ۱۹۱۲ مخفف "Metoula" استفاده شد. پس از آن، امضای «LVB» (برای «Langenscheidts Verlagsbuchhandlung») و سرانجام، از سال ۱۹۰۳، «L» اولیه بر روی جلد لغت نامه‌ها چاپ شد. در حدود سال ۱۹۲۰، علامت تجاری در اولین تجدید نظر ساده شد و ده سال بعد دوباره کاهش یافت. اکنون شامل یک کره، یک گروه بدون ضرب‌المثل، یک شاخه لورل و یک سریف "L" در وسط بود. ظاهر کاملاً با عینیت جدید هنر تجاری که در آن زمان محبوب بود مطابقت داشت.
تغییر تعیین‌کننده در سال ۱۹۵۶ با معرفی رنگ فیروزه ای "L" در زمینه زرد رخ داد. توسط پروفسور برلینی ریچارد بلانک طراحی شد که نه تنها لوگو را طراحی کرد بلکه یک طرح شرکتی مرتبط را نیز توسعه داد. تغییرات بیشتر در سال‌های ۱۹۸۶، ۲۰۰۲ و اخیراً در سال ۲۰۱۳ انجام شد. Langenscheidt در سال ۲۰۱۳ جایزه Red Dot را برای تصویر برند جدید دریافت کرد که شامل توسعه بیشتر طراحی علامت تجاری سنتی نیز می‌شود.
در سال ۲۰۱۰، لانگنشایت رنگ زرد را برای فرهنگ لغت‌های چاپی دو زبانه خود ثبت کرد و در سال ۲۰۱۲ از سازنده نرم‌افزار یادگیری زبان روزتا استون ادعای خسارات و قانونی شکایت کرد زیرا آنها نیز از رنگ زرد برای محصولات خود استفاده می‌کردند. در سپتامبر ۲۰۱۴، اولین سنای مدنی دادگاه فدرال، که مسئول قانون علائم تجاری است، حکم داد که بسته‌بندی زرد رنگ روزتا استون علامت تجاری رنگ لانگنشایت را نقض می‌کند.
در سال ۲۰۱۶، آرم لانگنشایت تنها لوگوی یک ناشر کتاب بود که در نمایشگاه "LOGO - The art with the sign" در موزه هنرهای بتن در اینگولشتات ارائه شد.

## ادبیات
- ماریا ایبرت: 150 Years Langenscheidt 1856–2006, Langenscheidt: Berlin and Munich 2006, ISBN 3-468-44996-8
- فلوریان لانگنشایت (ed.): فرهنگ لغت علائم تجاری آلمانی. نسخه‌های استاندارد آلمانی: کلن ۲۰۰۷، ISBN 978-3-8349-0629-8، ص ۶۳۹
- Carl G. F. Langenscheidt Munzinger

## لینک‌های وب
- وب سایت Langenscheidt
- مقاله روزنامه "Berliner Morgenpost" 2005 در مورد انتقال از برلین